# Mreană de Nipru
Mreana de Nipru (Barbus borysthenicus, sinonim Barbus barbus borysthenicus, de la Borysthenes, numele dat de Grecii vechi, Niprului) este un pește dulcicol bentonic, asemănător cu mreana comună, din familia ciprinidelor, care se întâlnește în Nistru, Nipru, Bugul de Sud. 

## Habitat
Trăiește în apele repezi, ducând o viață mai mult bentonică, preferând funduri tari pietroase sau nisipoase.

## Răspândirea geografică
Mreana de Nipru se întâlnește în Nistru (în cursul superior), Nipru, Bugul de Sud, rar în limanurile acestor fluvii.
La Sulina, s-au pescuit câteva exemplare în mare, care aparținea, probabil, acestei specii, însă care n-au fost studiate mai îndeaproape. A fost găsit și la Stânca Costești (cursul mijlociu al răului Prut). 

## Descrierea
Atinge o lungime de 80-90 cm și o greutate de 10-12 kg , uneori 16 kg . Poate trăi 12-13 ani.
Are corpul alungit, aproximativ cilindric și acoperit cu solzi mari. Capul este de mărime mijlocie și alungit. Gura este dispusă subterminal (inferior), cu buze cărnoase și prevăzută cu 4 mustăți: 2 anterioare pe buza superioară, scurte, și 2 posterioare la colțurile gurii, mai lungi. Dinții faringieni dispuși pe 3 rânduri. Linia laterală este completă.
Înotătoarea dorsală începe foarte puțin înaintea înotătoarei ventrale; este destul de înaltă și excavată; ultima ei radie neramificată spinoasă este puternic îngroșată, cu zimți numeroși pe marginea posterioară. Înotătoarea anală nu ajunge până la baza înotătoarei caudale. Înotătoarea caudală este adânc excavată; lobul ei inferior, puțin mai scurt ca cel posterior.
Diferă de mreană prin înotătoarea dorsală mai excavată și prin lungimea mai mare a înotătoarei dorsale și caudale. Înălțimea înotătoarei dorsale se cuprinde de 5 ori în lungimea corpului (fără înotătoarea caudală), iar lobul inferior al înotătoarei caudale de 4,3 ori. Diametrul ochiului se cuprinde de 2,33—3,00 ori în spațiul interorbital.

## Colorația
Spatele este verde-măsliniu, flancurile sunt mai deschise, mai gălbui sau ușor aurii, iar abdomenul alb-gălbui. Înotătoarea caudală și dorsală au marginile închise, celelalte înotătoare au marginile roșcate.
Colorația este ceva mai închisă ca la mreană.

## Hrana
Se hrănește seara sau noaptea cu nevertebrate și pești mici. 

## Reproducerea
Masculii ating maturitatea sexuală la 2-3 ani, la o lungimea de 15-16 cm , iar femele, la 3-4 ani, la o lungimea de 22 cm. Depune icrele în ape adânci și repezi, cu un fund pietros sau nisipos, când temperatura apei este de 11 -15°, pe la sfârșitul lunii mai - iunie în regiunile de sud ale arealului, și în iunie - începutul lunii iulie în regiunile de nord ale arealului. Aci, o femelă depune câte 15.000-32.000 icre, lipindu-le de pietre. În timpul reproducerii se adună în grupe mai mari.

## Importanța economică
Importanța economică este foarte redusă, deoarece acest pește se pescuiește în cantități mici. Carnea lui este gustoasă; icrele sunt toxice.

## Starea de conservare
Această specie este în pericol de dispariție, fiind inclusă în cărțile roșii în Republica Moldova, Ucraina și Rusia.